# کوین یامگا
آرتور کوین یامگا (به فرانسوی: Arthur Kevin Yamga‎؛ زادهٔ ۷ سپتامبر ۱۹۹۶) یک بازیکن فوتبال اهل فرانسه است که در پست دفاع راست و وینگر برای تیم مغرب فاسی در لیگ برتر فوتبال مراکش بازی می‌کند.
یامگا با زدن ۲۳ گل در تمام رقابت‌ها بعد از شیخ دیاباته که ۲۷ گل زده است دومین گلزن خارجی تاریخ باشگاه استقلال می‌باشد. و همچنین او با زدن ۲۱ گل در لیگ برتر بهترین گلزن خارجی تاریخ باشگاه استقلال در لیگ برتر خلیج فارس است.

## عملکرد باشگاهی

### روبور سیه‌نا
یامگا در ۸ اوت ۲۰۱۵ با قرادادی یک و نیم ساله به‌طور قرضی به روبور سیه نا پیوست.در ۶ سپتامبر ۲۰۱۵ اولین بازی خود را برای سیه‌نا مقابل کارارزه انجام داد که این بازی با نتیجه ۱ بر ۱ به پایان رسید.یامگا اولین گل خود را برای سیه‌نا را مقابل ساوونا به ثمر رساند، که باعث پیروزی ۳ بر ۰ شد. در ۱۰ ژانویه ۲۰۱۶ یامگا اولین بازی خود را به‌طور کامل انجام داد و موفق به زدن دو گل شد. او در مجموع ۳۱ بازی برای سیه‌نا انجام داد و هفت گل به ثمر رساند.

### اتلتیکو آرتزو
وی در ۱ ژوئیه ۲۰۱۶ به اتلتیکو آرتزو پیوست. او اولین بازی خود را برای آرتزو در ۳۱ ژوئیه همان سال در دور اول کوپا ایتالیا انجام داد، که با صعود تیمش همراه بود.یامگا در ۲۶ اگوست ۲۰۱۶ اولین بازی خود را برای آرتزو در سری سی مقابل کومو انجام داد و اولین گل خود را برای این باشگاه به ثمر رساند. او در مجموع برای اتلتیکو آرتزو ۳۱ بازی انجام داد و موفق به زدن ۳ گل شد.

### کارپی
یامگا ۳۱ اگوست ۲۰۱۷ یامگا با قراردادی یک ساله به صورت قرضی به کارپی پیوست.اولین بازی خود را برای این تیم در ۳ سپتامبر ۲۰۱۷ به عنوان یار تعویضی انجام داد که با شکست یک بر صفر تیمش مقابل اسپتزیا همراه بود، یامگا در دقیقه ۸۹ به علت مصدومیت زمین بازی را ترک کرد. یامگا دومین بازی خود را نیز به عنوان بازی کن تعویض در تاریخ ۲۴ اکتبر مقابل پالرمو انجام داد.او مجموعاً ۳ بازی برای کارپی انجام داد و گلی را یه ثمر نرساند.

### دلفینو پسکارا
یامگا در ۳ سپتامبر ۲۰۱۸ به دلفینو پسکارا پیوست.او مجموعاً ۴ بازی برای پسکارا انجام داد و گلی را به ثمر نرساند.

### شاتورو
یامگا در ۳ سپتامبر ۲۰۱۸ به صورت قرضی به شاتورو که در لیگ ۲ فرانسه پیوست.اولین بازی خود را مقابل اورلئان انجام داد. که در نهایت با شکست ۲ بر ۰ شاتورو همراه بود. تک گل خود را برای این باشگاه مقابل آژاکسیو زد. او مجموعاً برای شاتورو ۲۲ بازی انجام داد و ۱ گل برای به ثمر رساند.

### آوش
او در ۲۲ ژانویه ۲۰۱۹ او با قراردادی سه ساله به آوش پیوست. وی اولین بازی خود را مقابل بلننسس انجام داد، که در پایان تیمش با نتیجه ۳ بر ۲ شکست خورد. یامگا اولین گل خود را نیز مقابل ژیل ویسنته زد که با شکست ۲ بر ۱ آوش همراه بود. او مجموعاً برای آوش ۲۲ بازی انجام داد و ۱ گل برای به ثمر رساند.

### وایله بلدکلوب
یامگا در ۲۳ سپتامبر ۲۰۲۰ تا تابستان ۲۰۲۲ به وایله بلدکلوب
پیوست. وی اولین بازی خود را مقابل لینگبی انجام داد که با پیروزی ۳ بر ۲ تیمش همراه بود. یامگا اولین گل خود را در جام حذفی فوتبال دانمارک مقابل بروندبی به ثمر رساند. او مجموعاً برای وایله بلدکلوب ۹ بازی انجام داد و ۲ گل به ثمر رساند.

### استقلال تهران
یامگا به عنوان بازیکن آزاد به همراه رودی ژستد بازیکن دو رگه اهل بنین-فرانسه در ۲۳ مهر ۱۴۰۰ به استقلال پیوست. وی اولین بازی خود را برای این تیم مقابل ذوب آهن انجام داد، و موفق شد دو گل برای استقلال به ثمر برساند. در پایان استقلال با نتیجه ۲ بر ۰ پیروز شد. استقلال در این فصل عنوان قهرمانی لیگ برتر را بدون شکست کسب کرد و به رکورد تاریخی ۱۰ گل خورده در یک فصل رسید.وی با زدن ۱۰ گل بعد از گادوین منشأ، دومین گلزن برتر فصل ۰۱–۱۴۰۰ لیگ برتر شد. همچنین وی به همراه استقلال قهرمان سوپر جام فوتبال ایران ۱۴۰۱ شد.
وی توانست با رای مردمی در نوروزفوتبالی در سال ۱۴۰۰ به عنوان بهترین وینگر و در سال ۱۴۰۱ به عنوان بهترین مدافع‌راست انتخاب شود.

#### دیرهنگام‌ترین گل تاریخ لیگ برتر خلیج فارس
یامگا در بازی دراماتیک برابر گل گهر، توانست در دقیقه ۱۴+۹۰ دیرهنگام‌ترین گل تاریخ لیگ برتر خلیج فارس را از روی نقطه پنالتی به نام خود ثبت کند، استقلال در این بازی ۲ بر ۱ به پیروزی رسید او در ۳ بازی پیاپی که استقلال برابر گل گهر قرار گرفته بود توانست با گل‌های خود نتیجه را به نفع تیم خود کند و استقلال را به پیروزی برساند.

#### رکورد بیشترین گل از روی نقطه پنالتی در استقلال
یامگا یکی از بهترین پنالتی زن‌های تاریخ استقلال نیز هست، یامگا ۱۸ بار با پیراهن استقلال پشت توپ پنالتی ایستاده که از این ۱۸ پنالتی ۱۷ پنالتی را تبدیل به گل کرده، یامگا در فوتبال ایران فقط یک پنالتی را گل نکرده که همان را هم روی ضربه ریباند تبدیل به گل کرده است (یکی از پنالتی‌های یامگا در ضربات پنالتی مسابقه جام حذفی با نساجی مازندران بوده است و در برخی آمارها محاسبه نمی‌شود) و یامگا با زدن ۱۴ گل از روی نقطه پنالتی با پیراهن استقلال در لیگ برتر رکورددار بیشترین گل زده از روی نقطه پنالتی برای استقلال در تاریخ لیگ برتر است.

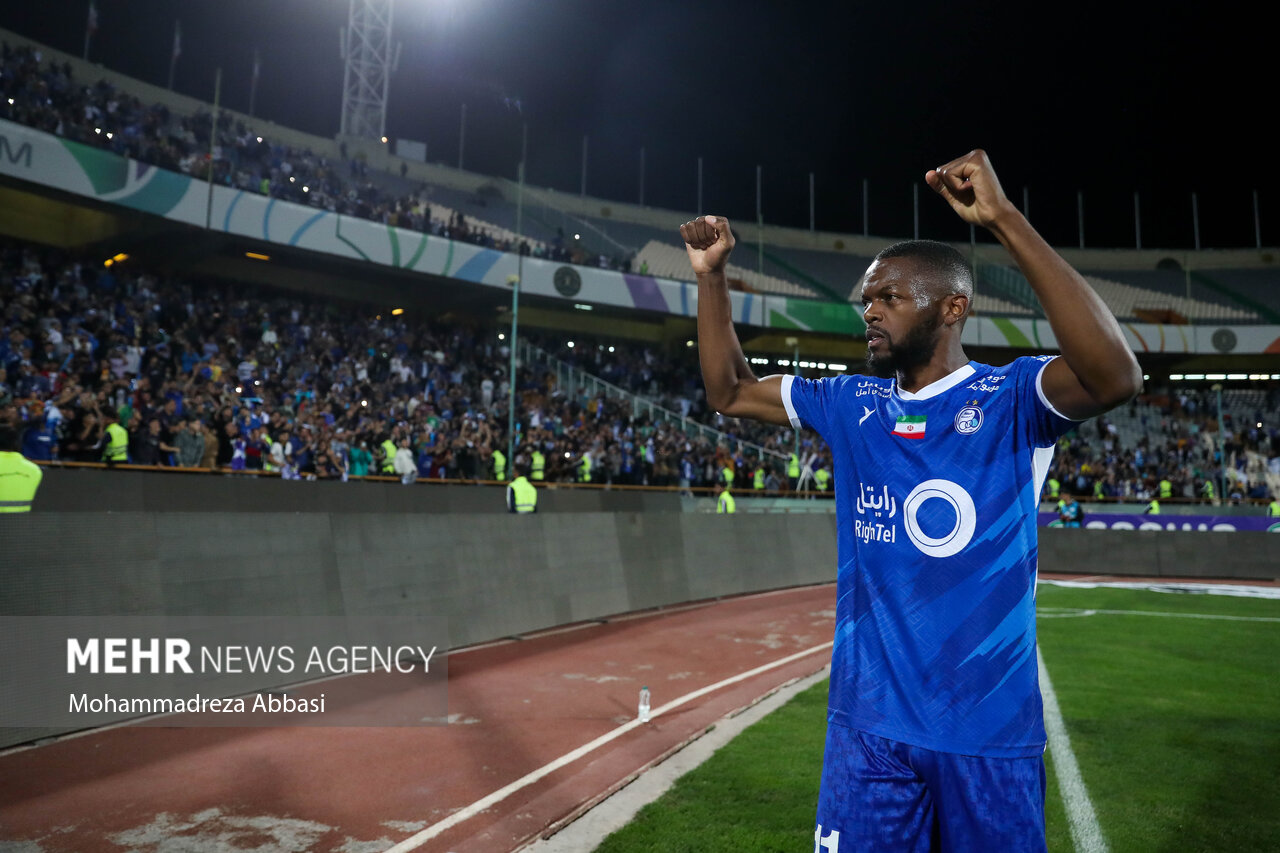
کوین یامگا با پیراهن استقلال در آبان ماه ۱۴۰۲

#### گلزنی در شهرآورد
در شهرآورد ۱۰۲ که در تاریخ ۲۳ آذر ۱۴۰۲ برگزار شد در حالی که استقلال ۱ بر ۰ از پرسپولیس عقب بود، یامگا با گل پنالتی در دقیقه ۹۷ بازی را به مساوی کشاند و شهرآورد ۱۰۲ با نتیجه ۱–۱ به پایان رسید. وی با این گلزنی، ششمین گلزن خارجی شهرآورد تهران و دومین گلزن خارجی استقلال بعد از رودی ژستد در تاریخ شهرآورد تهران لقب گرفت.

#### مصدومیت
رسانه باشگاه استقلال در تاریخ ۲۶ دی ۱۴۰۲ اعلام کرد که کوین یامگا در جریان تمرین استقلال آسیب دیده و به بیمارستان منتقل شده است. این مصدومیت در اثر برخورد با امید حامدی‌فر شکل گرفت به‌طوری که استوک حامدی‌فر مستقیماً به چشم یامگا اصابت کرد و باعث اختلال در بینایی وی و آسیب دیدگی‌هایی از ناحیه صورت شده بود. یامگا بعد از دو عمل جراحی، در تاریخ ۴ بهمن، سومین عمل جراحی خود را که ادامه زندگی فوتبالی خود به آن عمل بستگی داشت انجام داد و با اعلام رسانه باشگاه استقلال این عمل موفقیت‌آمیز بود اما با این حال این بازیکن ادامه لیگ برتر ۰۳–۱۴۰۲ را از دست داد.
در هفته‌های آغازین فصل ۱۴۰۴–۱۴۰۳ لیگ برتر، باشگاه استقلال قرارداد او را فسخ کرد و بدین ترتیب یامگا پس از سه سال از باشگاه استقلال جدا شد.
او ۳ سال برای استقلال بازی کرد و با زدن ۲۱ گل برترین گلزن خارجی تاریخ این تیم در رقابت‌های لیگ برتر لقب گرفت. البته او با زدن ۲۳ گل بعد از شیخ دیاباته دومین گلزن خارجی برتر استقلال هم به‌شمار می‌آید. یامگا با استقلال قهرمانی بدون شکست در لیگ برتر و سوپرجام را تجربه کرده است.

### نساجی قائمشهر
وی با قراردادی در پایان هفته چهارم لیگ برتر فوتبال ایران به باشگاه فوتبال نساجی قائمشهر پیوست. و در اولین بازی خود در نساجی توانست در ورزشگاه شهید وطنی دروازه باشگاه فوتبال استقلال تهران را از روی نقطه پنالتی باز کند در نهایت این بازی به تساوی ۲ بر ۲ رسید. او پس از سقوط نساجی در فصل ۰۴–۱۴۰۳ از این تیم جدا شد. یامگا ۲۴ بازی با پیراهن نساجی آنجام داد و ۶ بار موفق به گلزنی شد. نساجی در پایان فصل به لیگ آزادگان سقوط کرد و باتوجه به عدم استفاده از بازیکن خارجی در لیگ آزادگان ، قرارداد کوین یامگا با نساجی فسخ شد و این بازیکن از این تیم جدا شد.

### المغرب فاسی
وی ۱ اوت ۲۰۲۵ با قراردادی به صورت رسمی به باشگاه ورزشی مغرب فاسی در لیگ برتر فوتبال مراکش پیوست.

## آمار باشگاهی
تا تاریخ ۲۵ اردیبهشت ۱۴۰۴
| باشگاه              | فصل                 | لیگ                 | لیگ  | لیگ | جام حذفی | جام حذفی | قاره‌ای | قاره‌ای | دیگر | دیگر | مجموع | مجموع |
| باشگاه              | فصل                 | دسته                | بازی | گل  | بازی     | گل       | بازی   | گل     | بازی | گل   | بازی  | گل    |
| ------------------- | ------------------- | ------------------- | ---- | --- | -------- | -------- | ------ | ------ | ---- | ---- | ----- | ----- |
| سیه‌نا               | ۲۰۱۵–۱۶             | سری سی              | ۲۵   | ۴   | ۶        | ۳        | –      | –      | –    | –    | ۳۱    | ۷     |
| مجموع سیه‌نا         | مجموع سیه‌نا         | مجموع سیه‌نا         | ۲۵   | ۴   | ۶        | ۳        | –      | –      | –    | –    | ۳۱    | ۷     |
| آرتزو               | ۲۰۱۶–۱۷             | سری سی              | ۲۹   | ۳   | ۳        | ۰        | –      | –      | –    | –    | ۳۲    | ۳     |
| مجموع آرتزو         | مجموع آرتزو         | مجموع آرتزو         | ۲۹   | ۳   | ۳        | ۰        | –      | –      | –    | –    | ۳۲    | ۳     |
| کارپی               | ۲۰۱۷–۱۸             | سری بی              | ۲    | ۰   | ۱        | ۰        | –      | –      | –    | –    | ۳     | ۰     |
| مجموع کارپی         | مجموع کارپی         | مجموع کارپی         | ۲    | ۰   | ۱        | ۰        | –      | –      | –    | –    | ۳     | ۰     |
| پسکارا              | ۲۰۱۸                | سری بی              | ۴    | ۰   | ۰        | ۰        | –      | –      | –    | –    | ۴     | ۰     |
| مجموع پسکارا        | مجموع پسکارا        | مجموع پسکارا        | ۴    | ۰   | ۰        | ۰        | –      | –      | –    | –    | ۴     | ۰     |
| شاتورو              | ۲۰۱۸–۱۹             | لیگ ۲               | ۲۰   | ۱   | ۲        | ۰        | –      | –      | –    | –    | ۲۲    | ۱     |
| مجموع شاتورو        | مجموع شاتورو        | مجموع شاتورو        | ۲۰   | ۱   | ۲        | ۰        | –      | –      | –    | –    | ۲۲    | ۱     |
| آوش                 | ۲۰۱۹–۲۰             | لیگ برتر            | ۲۱   | ۱   | ۱        | ۰        | –      | –      | –    | –    | ۲۲    | ۱     |
| مجموع آوش           | مجموع آوش           | مجموع آوش           | ۲۱   | ۱   | ۱        | ۰        | –      | –      | –    | –    | ۲۲    | ۱     |
| وایله بلدکلوب       | ۲۰۲۰–۲۱             | سوپر لیگ            | ۷    | ۰   | ۲        | ۲        | –      | –      | –    | –    | ۹     | ۲     |
| مجموع وایله بلدکلوب | مجموع وایله بلدکلوب | مجموع وایله بلدکلوب | ۷    | ۰   | ۲        | ۲        | –      | –      | –    | –    | ۹     | ۲     |
| استقلال             | ۱۴۰۰–۰۱             | لیگ برتر            | ۲۷   | ۱۰  | ۲        | ۰        | –      | –      | –    | –    | ۲۹    | ۱۰    |
| استقلال             | ۱۴۰۱–۰۲             | لیگ برتر            | ۲۶   | ۷   | ۲        | ۲        | –      | –      | ۱    | ۰    | ۲۹    | ۹     |
| استقلال             | ۱۴۰۲–۰۳             | لیگ برتر            | ۱۵   | ۴   | ۰        | ۰        | –      | –      | –    | –    | ۱۵    | ۴     |
| مجموع استقلال       | مجموع استقلال       | مجموع استقلال       | ۶۸   | ۲۱  | ۴        | ۲        | –      | –      | ۱    | ۰    | ۷۳    | ۲۳    |
| نساجی               | ۱۴۰۳–۰۴             | لیگ برتر            | ۲۲   | ۵   | ۳        | ۱        | –      | –      | –    | –    | ۲۵    | ۶     |
| مجموع نساجی         | مجموع نساجی         | مجموع نساجی         | ۲۲   | ۵   | ۳        | ۱        | –      | –      | –    | –    | ۲۵    | ۶     |
| مجموع آمار          | مجموع آمار          | مجموع آمار          | ۱۹۸  | ۳۵  | ۲۲       | ۸        | –      | –      | ۱    | ۰    | ۲۲۱   | ۴۳    |

## افتخارات

### باشگاهی

#### کیه وو ورونا
- لیگ برتر جوانان ایتالیا (۱): ۱۴–۲۰۱۳

#### استقلال
- لیگ برتر خلیج فارس (۱): ۰۱–۱۴۰۰
- سوپر جام فوتبال ایران (۱): ۱۴۰۱
- نایب قهرمانی جام حذفی (۱): ۰۲–۱۴۰۱
- نایب قهرمانی لیگ برتر خلیج فارس (۱): ۰۳–۱۴۰۲